# منتخب سينت مارتن لكرة القدم
منتخب سينت مارتن لكرة القدم (باليونانية: Εθνική Αγίου Μαρτίνου Ολλανδίας)‏ هو ممثل سينت مارتن الرسمي في المنافسات الدولية في كرة القدم في فئة كرة القدم للرجال.